# Aftermath Entertainment
Aftermath Entertainment — американский лейбл звукозаписи, основанный рэпером и продюсером Dr. Dre. Aftermath является филиалом Universal Music Group, его дистрибьютор — Interscope Records.

## История
Покинув Death Row Records в марте 1996, Dr. Dre вскоре открыл Aftermath Entertainment при Interscope Records (который в то время был дистрибьютором для Death Row). Альбом-компиляция, Dr. Dre Presents… The Aftermath был записан к концу того же года, с участием исполнителей, подписанных новым лейблом (большинство из них, однако вскоре покинуло компанию). В 1997, Dawn Robinson объявила о своем уходе из R&B группы En Vogue и заключении контракта с Aftermath. Вскоре она также покидает лейбл из-за того, что Dr. Dre якобы недостаточно активно раскручивал её проект.
Осенью 1997, Aftermath выпускает альбом группы The Firm состоящей из: AZ, Фокси Браун, Nas и Nature. Несмотря на продакшен и личное участие в записи Dr. Dre и удачный старт в Billboard 200, продажи альбома не оправдали ожиданий, а группа распалась. Следующим релизом Aftermath планировался альбом рэпера King T. Его альбом, однако, был отложен, и King T также покинул лейбл. Похожая история произошла и рэпером-ветераном Rakim, ожидаемый альбом которого был отложен из-за конфликта Aftermath с Truth Hurts.
По рекомендации директора Interscope Records, Jimmy Iovine, Aftermath в 1998 году на лейбл был подписан детройтский рэпер Eminem. В следующем году выходит его альбом The Slim Shady LP, возглавивший чарт Billboard и ставший мультиплатиновым — первый серьёзный успех лейбла. В том же году Aftermath выпускает альбом Dr. Dre 2001 — продолжение его альбома 1992 года The Chronic. Альбом стал 6 раз платиновым.
Aftermath выпускает альбом 50 Cent Get Rich or Die Tryin’ совместно с Shady Records в 2003. Рэпер The Game, подписавший контракт в 2003, также записывает дебютный альбом The Documentary совместно с компанией 50 Cent’а G-Unit Records в 2005. Вскоре после выхода The Documentary, разгорелся конфликт между 50 Cent и The Game, в результате чего последний покинул Aftermath Entertainment и G-Unit Records.

## Исполнители

### Нынешние
| Артист       | Год подписания | Альбомов на лейбле |
| ------------ | -------------- | ------------------ |
| Доктор Дре   | Создатель      | 2                  |
| Эминем       | 1998           | 12                 |
| Андерсон Пак | 2016           | 2                  |
| Silk Sonic   | 2021           | 1                  |

### Бывшие
| Артист           | Годы на лейбле | Альбомов на лейбле |
| ---------------- | -------------- | ------------------ |
| Group Therapy    | 1996—1997      | —                  |
| The Firm         | 1996—1998      | 1                  |
| RBX              | 1996—1999      | —                  |
| King T           | 1996—2001      | —                  |
| Dawn Robinson    | 1997—2001      | —                  |
| Hittman          | 1998—2000      | —                  |
| Rakim            | 2000—2002      | —                  |
| The Last Emperor | 2000—2003      | —                  |
| Truth Hurts      | 2001—2003      | 1                  |
| 50 Cent          | 2002—2014      | 5                  |
| The Game         | 2003—2006      | 1                  |
| Stat Quo         | 2003—2008      | —                  |
| Eve              | 1998 2004—2007 | —                  |
| Busta Rhymes     | 2004—2008      | 1                  |
| Dion             | 2005—2007      | —                  |
| G.A.G.E.         | 2005—2007      | —                  |
| Raekwon          | 2005—2008      | —                  |
| Bishop Lamont    | 2005—2010      | —                  |
| Joell Ortiz      | 2006—2008      | —                  |
| Marsha Ambrosius | 2006—2009      | —                  |
| Hayes            | 2009—2010      | —                  |
| Slim the Mobster | 2009—2012      | —                  |
| Jon Connor       | 2013—2019      | —                  |
| Justus           | 2015—2016      | —                  |

## Связанные лейблы
- Shady Records
- Interscope Records

### Комментарии
1. ↑  релизы Андерсона Пака